# Halebeedu, Pandavapura
Halebeedu là một làng thuộc tehsil Pandavapura, huyện Mandya, bang Karnataka, Ấn Độ.